# 히가시큐슈
히가시큐슈(일본어: 東九州 히가시큐슈[*], 문화어: 히가시규슈)는 규슈 지방을 동서로 분할할 때, 그 동쪽 지역에서 오이타현과 미야자키현에 걸친 넓은 지역을 일컫는다.